# Willem van Enckevoirt

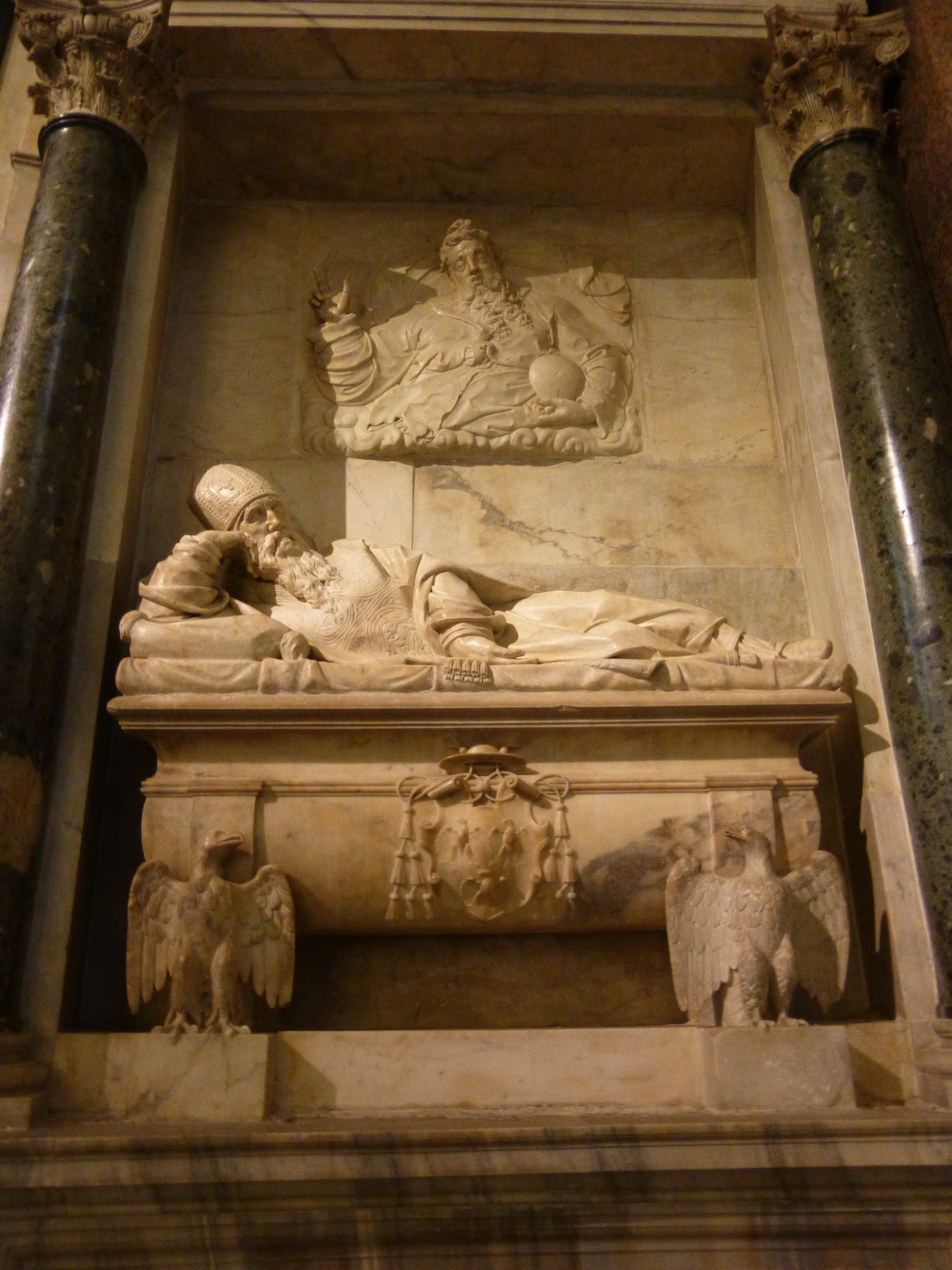
Grafmonument, Santa Maria dell'Anima, Rome.

Willem van Enckevoirt, ook vaak gespeld als Enckenvoirt (Mierlo-Hout, 22 januari 1464 - Rome, 19 juli 1534), was een Nederlandse kardinaal en bisschop van Tortosa van 1523 tot 1534 en van Utrecht van 1529 tot 1534.

## Kerkelijke loopbaan
Willem van Enckevoirt was zoon van Goyart Hendricksz van Enckevoirt en Joanna Jansdr Mijs. Hij was voorbestemd voor een kerkelijke loopbaan. Hij studeerde te Leuven, waarschijnlijk bij Adriaan Boeyens, de latere paus Adrianus VI, en werd in 1489 naar Rome gezonden, waar hij aan de Sapienza verder studeerde en daar in 1505 zijn licentiaat behaalde.
Willem maakte sinds 1495 deel uit van het pauselijk hof, en verzamelde vele prebenden, zodat hij de inkomsten van kapittels verwierf zonder lijfelijk ter plaatse aanwezig te zijn, een gebruikelijke praktijk in die dagen. Zo was hij kanunnik van het rijke Sint-Servaaskapittel in Maastricht, waar hij tevens een huis binnen de claustrale singel bezat. Hij vertegenwoordigde de belangen van de betreffende kapittels te Rome. Daarnaast wist hij te bewerkstelligen dat enkele van zijn familieleden hoge posten te Rome verwierven.
Door de benoeming van de Nederlandse paus Adrianus VI in 1522 nam zijn invloed nog toe, aangezien hij, samen met Theodoricus Hezius, een vertrouweling van de paus was. In 1523 werd hij zelfs tot kardinaal verheven, de tweede ooit uit de noordelijke Nederlanden en de eerste en enige kardinaal die tijdens het korte pontificaat van Adrianus werd gecreëerd.
Na de dood van Adrianus in 1523 bleef Willem van Enckevoirt hoge posities bekleden en zich met politiek bezighouden, zoals de overdracht van het wereldlijk bestuur van Het Sticht aan Karel V. Tijdens diens kroning tot keizer op 24 februari 1530 te Bologna zalfde Willem de keizer. In 1529 werd hij door paus Clemens VII tot (de negenenvijftigste) bisschop van Utrecht benoemd, maar ook daar was hij nimmer lijfelijk aanwezig: hij bezocht de Nederlanden in 1532 voor het laatst. Hij bleef in Rome wonen, waar hij de beschermheer was van kunstenaars als Maarten van Heemskerck en Michiel Coxie. 
Ook nam Willem het initiatief tot de oprichting van een grafmonument voor Adrianus VI in de Santa Maria dell'Anima (vervaardigd door Baldassare Peruzzi), waarop ook zijn eigen naam en wapen voorkomt. Tevens financierde hij de versiering van de Barbarakapel of Brabantse kapel in deze kerk, waar hij Coxie in het fresco een portret ten voeten uit van hem liet schilderen, en waarin zijn wapen tweemaal op de sokkel van het altaar terecht kwam. Tevens richtte Willem het hoofdaltaar van de kerk op, waar ook tweemaal zijn wapen te zien is. In totaal komt zijn wapen achtmaal in de kerk voor, en zijn portret tweemaal. Dat maakt Willem alomtegenwoordig in de kerk. Het wordt dan ook vermoed dat hij een vooraanstaand lid was van de broederschap die aan deze kerk gekoppeld was.

## Grafmonument
Willem van Enckevoirt overleed in 1534. Zijn grafmonument in de Santa Maria dell'Anima, vervaardigd door Giovanni Mangone, lag oorspronkelijk tegenover dat van Adrianus VI. Op deze wijze toonde Willem ook tot na zijn dood zijn verbondenheid met deze paus. In 1575 werd zijn graf evenwel verplaatst naar de hoofdingang van de kerk. Op zijn grafmonument is Willem ten voeten uit te zien in een ligbed, met zijn naam en wapen afgebeeld op de sarcofaag. Het grafschrift luidt als volgt:
WILHELMO ENCKENVOIRTIO BRABANTINO S R E PRESB CARD QUI PLYRI MIS RO REIP MAGISTRATIB ET GERMANIAE PROCURATIONE INTEGERRI FVNCTCS AB HADRIANO VI. PONT MAX CVIVS ITEM RES ADMINISTRAVERAT LIBELLIS DAN DIS ET ECC DERTVSEN PRAEFECTVS ET IN CARDD COLL CLARO BENIVOLENTIAE INDICIO TRALATIS IN EUM PRISTINAE SVAE DIGNITATI INSIGNIB SOLVS COOPTATVS DEINDE ETIAM A CLEMEN VII ECC TRAIECTEN HONESTATVS EST CAROLO V IMP LIBENTISS QUEM AB ILLO CORONAM IMP ACCIPIENTEM INVNXIT QVIQ BENEFITIOR MEMO HADRIANI CADAVER E PETRI BASILICA IN HANC AEDEM CVIVS CONSTRVE D ET ORNAND ADIVTOR FVIT SEPVLCRO POSITO TRANSFERRI CVRAVIT IN EGENOS ET IN OMNES HOMINES BENEFICENTEISS IO DOMINICVS TRANEN ANTONIVS SANSEVERNVS CARDD ET P VORSTIVS EPISC AQVEN AND CASTILLO SCRIPT AP EX TESTAMEN PSS VIXIT ANN LXX. MORTEM OBIIT M.D.XXXIIII
Vertaling:
Voor Willem van Enckenvoirt uit Brabant, kardinaal-priester van de Heilige Roomse Kerk die zeer vaak voor de magistraten van de stad Rome en voor Duitsland op zeer integere wijze procurator is geweest en door paus Adrianus VI, wiens zaken hij eveneens behartigd had, tot dataris en bisschop van Tortosa werd benoemd en als enige tot collega van de kardinalen werd verkozen. Waarbij als een duidelijk bewijs van welwillendheid zijn [d.w.z. Adranius] oude waardigheden op hem werden overgedragen. Die vervolgens door Clemens VII met de kerk van Utrecht werd vereerd en Karel V zeer dierbaar was, welke hij bij diens keizerkroning zalfde en die de gunstbewijzen indachtig het lichaam van Adrianus uit de basiliek van Sint-Pieter naar deze kerk (die hij hielp bouwen en versieren) liet overbrengen, naar een grafmonument. Jegens armen en alle mensen zeer weldoende hebben de kardinalen Giovanni Dominico van Trano en Antonio Sanseverino, Pieter van der Vorst, bisschop van Acqui, en Andrea Castillo, scriptor apostolicus, in overeenstemming met zijn testament [dit monument] opgericht. Hij leefde 70 jaar en stierf in 1534. 